# Cantón de Alban
El cantón de Alban era una división administrativa francesa, que estaba situada en el departamento de Tarn y la región de Mediodía-Pirineos.

## Composición
El cantón estaba formado por siete comunas:
- Alban
- Curvalle
- Massals
- Miolles
- Paulinet
- Saint-André
- Teillet

## Supresión del cantón de Alban
En aplicación del Decreto nº 2014-170 de 17 de febrero de 2014, el cantón de Alban fue suprimido el 22 de marzo de 2015 y sus 7 comunas pasaron a formar parte del nuevo cantón del Alto Dadou.